# Belāvah Tareh-ye Soflá
Belāvah Tareh-ye Soflá (persiska: بلاوه تره سفلی) är en ort i Iran.   Den ligger i provinsen Ilam, i den västra delen av landet, 500 km sydväst om huvudstaden Teheran. Belāvah Tareh-ye Soflá ligger 923 meter över havet och antalet invånare är 290.
Terrängen runt Belāvah Tareh-ye Soflá är varierad.Runt Belāvah Tareh-ye Soflá är det ganska glesbefolkat, med 39 invånare per kvadratkilometer. Närmaste större samhälle är Sholeh Kosh, 9,7 km norr om Belāvah Tareh-ye Soflá. Omgivningarna runt Belāvah Tareh-ye Soflá är i huvudsak ett öppet busklandskap.